# Saturargues
Saturargues (okzitanisch gleichlautend) ist eine französische Gemeinde mit 1.021 Einwohnern (Stand: 1. Januar 2022) im Département Hérault in der Region Okzitanien. Sie gehört zum Arrondissement Montpellier und ist Mitglied im Gemeindeverband Lunel Agglo. Die Einwohner werden Saturarguois und Saturarguoises genannt.
Der Fernwanderweg GR 653 von Dourgne nach Toulouse durchquert das Gemeindegebiet. Er folgt der Via Tolosana, einem der vier Jakobswege in Frankreich.

## Geografie

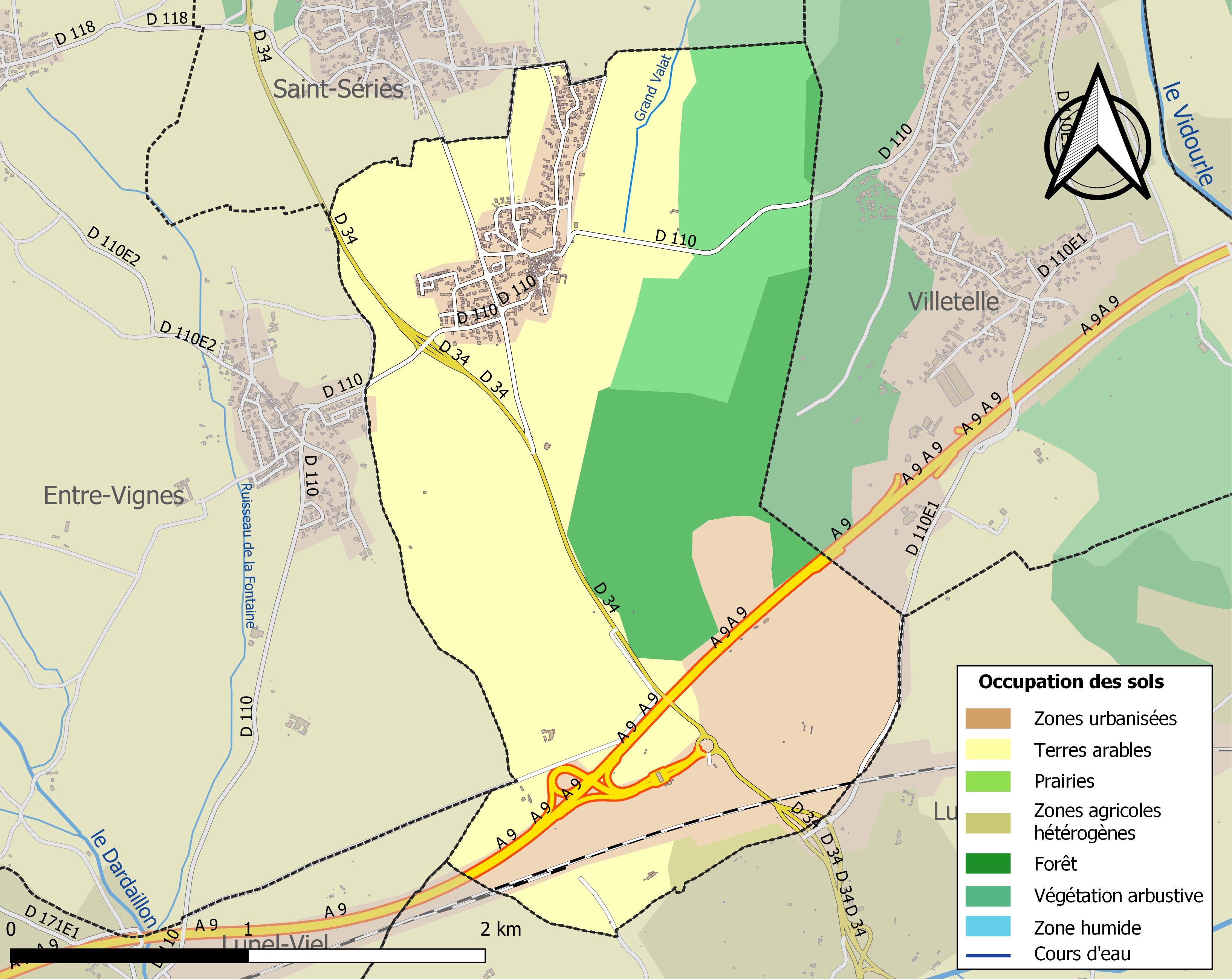
Bodennutzung, Hydrografie und Infrastruktur der Gemeinde (2018)

Saturargues liegt am östlichen Rand des Départements, etwa 22 Kilometer nordöstlich von Montpellier und etwa 24 Kilometer südwestlich von Nîmes. Das zeitweise trockenfallende Flüsschen Grand Valat entspringt im Gemeindegebiet, verlässt es in nördlicher Richtung, bevor es in der Folge in die Vidourle mündet.
Ein kleiner Teil des Gebiets von Saturargues gehört zur insgesamt 368 Hektar großen ZNIEFF-Naturzone „Garrigues d’Ambrussum“ (910030396). Etwa 47 % der Fläche der Gemeinde werden landwirtschaftlich genutzt, etwa 26 % sind bewaldet oder naturbelassen.
Umgeben wird Saturargues von den Nachbargemeinden Saint-Sériès im Norden, Villetelle im Osten und Nordosten, Lunel im Süden, Lunel-Viel im Südwesten sowie Entre-Vignes mit Vérargues im Westen.

## Geschichte
Im Mittelalter ist die Gemeinde Saturargues Teil der Baronie von Lunel. Im Jahr 1119 wurde die Kirche in der Bulle von Papst Calixt II. erwähnt. Im Jahr 1703 wurde das katholische und royalistische Dorf von Saturargues von den Kamisarden angegriffen, und sechzig seiner Bewohner wurden massakriert. Die Dorfaktivität fokussierte sich auf die Landwirtschaft und insbesondere auf den Weinbau.

## Bevölkerungsentwicklung
| Saturargues: Einwohnerzahlen von 1793 bis 2020                                                                             | Saturargues: Einwohnerzahlen von 1793 bis 2020 | Saturargues: Einwohnerzahlen von 1793 bis 2020 | Saturargues: Einwohnerzahlen von 1793 bis 2020 | Saturargues: Einwohnerzahlen von 1793 bis 2020 |
| --- | ---------------------------------------------- | ---------------------------------------------- | ---------------------------------------------- | ---------------------------------------------- |
| Jahr |                                                |                                                |                                                | Einwohner                                      |
| 1793 | 1793                                           |                                                | 202                                            | 202                                            |
| 1800 | 1800                                           |                                                | 169                                            | 169                                            |
| 1806 | 1806                                           |                                                | 165                                            | 165                                            |
| 1821 | 1821                                           |                                                | 236                                            | 236                                            |
| 1831 | 1831                                           |                                                | 265                                            | 265                                            |
| 1836 | 1836                                           |                                                | 266                                            | 266                                            |
| 1841 | 1841                                           |                                                | 260                                            | 260                                            |
| 1846 | 1846                                           |                                                | 264                                            | 264                                            |
| 1851 | 1851                                           |                                                | 274                                            | 274                                            |
| 1856 | 1856                                           |                                                | 269                                            | 269                                            |
| 1861 | 1861                                           |                                                | 285                                            | 285                                            |
| 1866 | 1866                                           |                                                | 282                                            | 282                                            |
| 1872 | 1872                                           |                                                | 241                                            | 241                                            |
| 1876 | 1876                                           |                                                | 238                                            | 238                                            |
| 1881 | 1881                                           |                                                | 192                                            | 192                                            |
| 1886 | 1886                                           |                                                | 176                                            | 176                                            |
| 1891 | 1891                                           |                                                | 197                                            | 197                                            |
| 1896 | 1896                                           |                                                | 200                                            | 200                                            |
| 1901 | 1901                                           |                                                | 216                                            | 216                                            |
| 1906 | 1906                                           |                                                | 243                                            | 243                                            |
| 1911 | 1911                                           |                                                | 223                                            | 223                                            |
| 1921 | 1921                                           |                                                | 245                                            | 245                                            |
| 1926 | 1926                                           |                                                | 234                                            | 234                                            |
| 1931 | 1931                                           |                                                | 232                                            | 232                                            |
| 1936 | 1936                                           |                                                | 220                                            | 220                                            |
| 1946 | 1946                                           |                                                | 197                                            | 197                                            |
| 1954 | 1954                                           |                                                | 188                                            | 188                                            |
| 1962 | 1962                                           |                                                | 234                                            | 234                                            |
| 1968 | 1968                                           |                                                | 253                                            | 253                                            |
| 1975 | 1975                                           |                                                | 275                                            | 275                                            |
| 1982 | 1982                                           |                                                | 291                                            | 291                                            |
| 1990 | 1990                                           |                                                | 461                                            | 461                                            |
| 1999 | 1999                                           |                                                | 596                                            | 596                                            |
| 2006 | 2006                                           |                                                | 803                                            | 803                                            |
| 2013 | 2013                                           |                                                | 914                                            | 914                                            |
| 2020 | 2020                                           |                                                | 1.022                                          | 1.022                                          |
| Quelle(n): EHESS/Cassini bis 1999, INSEE ab 2006 Anmerkung(en): Ab 1962 offizielle Zahlen ohne Einwohner mit Zweitwohnsitz |                                                |                                                |                                                |                                                |

## Sehenswürdigkeiten
- Die romanische Kirche aus dem 12. Jahrhundert birgt einen silbernen Kelch aus dem 17. Jahrhundert und eine Glocke aus dem Jahr 1777, die seit 1985 bzw. seit 1943 als Monument historique der beweglichen Objekte klassifiziert sind.

## Verkehr
Die Autoroute A 9, genannt „La Languedocienne“, von Orange zur spanischen Grenze südlich von Perpignan durchquert das südliche Gemeindegebiet von Ost nach West mit einer Anschlussstelle. Die Departementsstraße D 34 von Boisseron nach Lunel wird in Nord-Süd-Richtung durch das Zentrum geführt. Sie kreuzt dort die Departementsstraße D 110, die die Gemeinde mit Entre-Vignes im Westen und mit Villetelle im Osten verbindet.
Die Schnellfahrstrecke Contournement de Nîmes et Montpellier durchquert das südliche Gebiet der Gemeinde ohne Haltepunkt.